# Sala Badrinas
La Sala Badrinas va ser una botiga de mobles i espai d'exposicions de Barcelona que va obrir el pintor, moblista i decorador Antoni Badrinas l'any 1920 a l'avinguda Diagonal, tocant a la Rambla de Catalunya.
Badrinas va aprofitar els contactes i la relació que tenia amb molts pintors, com Joaquim Torres Garcia, als quals encarregava obres pels seus projectes de decoració, per tirar endavant el projecte.
A més de la programació d'exposicions, Badrinas importava teixits industrials francesos amb dibuixos de Raoul Dufy, objectes de plata de Jensen i tenia la representació en exculisva per a Espanya dels teixits i papers pintats alemanys DeTeKu.
Durant l'època del Noucentisme i fins a la Guerra Civil, la galeria va esdevenir un veritable centre artístic ciutadà i es va convertir en una de les sales més reconegudes de Barcelona, al costat d'espais com les Galeries Laietanes, La Pinacoteca o les Galeries Syra. En ella s'hi van donar a conèixer molts artistes joves.
Va tancar l'any 1936.

## Artistes que hi van exposar[6]
- Emili Grau Sala (1930)
- Emili Armengol i Gall (1931)
- Antoni Badrinas i Escudé (1926 i 1931)
- Aureli Biosca i Torres (1932)
- Miquel Cardona i Martí (1931)
- Joan Commeleran i Carrera (1929 i 1931)[7]
- Carme Cortès i Lledó (1931 i 1932)
- Pere Daura Garcia (1929)
- Antoni Gelabert i Alart (1932)[8]
- Josep Granyer i Giralt (1931)
- Martí Llauradó i Mariscot (1929, 1930 i 1931)[9]
- Soledad Martínez Garcia (1931-32)
- Ramon Ripoll (1935 o 1936)[10]
- Rafael Solanic i Bàlius (1931)
- Ramon Soler i Liró (1931)[11]
- Joaquim Torres Garcia (1929)[2][12]